# Renzo Rovatti
Renzo Rovatti (Milano, 30 giugno 1939) è un dirigente sportivo ed ex calciatore italiano, di ruolo attaccante.
Era appassionato di ciclismo.

## Carriera
Ha esordito con la maglia dell'Inter il 26 dicembre 1957 in Sampdoria-Inter (0-2). È con i nerazzurri nella stagione 1957-1958 e 1958-1959: in entrambe le stagioni colleziona 5 presenze in campionato (realizzando una rete per stagione), mentre nella seconda stagione esordisce nelle Coppa delle Fiere 1958-1960, scendendo in campo 2 volte e realizzando un gol nel pareggio esterno contro l'Olympique Lyonnais.
L'ultima partita che gioca con l'Inter è quella in casa della Triestina (1-1) il 21 dicembre 1958.
Passa quindi al Palermo, con cui gioca 2 partite di campionato nella stagione 1959-1960, quindi a Napoli e Lecco, dove non scende mai in campo in campionato.
Continua poi la carriera nella Pro Patria, con cui disputa da titolare tre campionati di Serie B, quindi passa al Pavia e infine al Lugano, con cui disputa due campionati di prima divisione svizzera.
In carriera ha collezionato complessivamente 12 presenze e 2 reti in Serie A e 78 presenze e 9 reti in Serie B.

## Dopo il ritiro
Ha fatto parte del Consiglio di Amministrazione dell'Inter durante la presidenza di Ernesto Pellegrini.
Nel 1984 è divenuto presidente del Volley Milano conquistando una coppa Confederale.